# Duomo di Gioia Tauro
Il Duomo di Gioia Tauro, ufficialmente Chiesa di Sant'Ippolito Martire, è il principale luogo di culto cattolico di Gioia Tauro. È situato nel centro della città e l'entrata è posta in piazza Duomo. Sede dell'omonima parrocchia le cui più antiche notizie risalgono al 1507,
la chiesa attuale venne edificata dal 1928 al 1931, su un ampio terreno donato gratuitamente dalla famiglia Serra di Cardinale, e consacrata e aperta al culto tre anni dopo, nel 1933.
Nel territorio della parrocchia ricadono anche due chiese succursali, dedicate rispettivamente alla Madonna Immacolata e a Sant’Antonio da Padova. 

## Storia
Prima della costruzione dell'attuale Duomo di Gioia Tauro, la Chiesa Matrice di Sant'Ippolito si trovava nell'attuale Chiesa di Sant'Antonio da Padova, nel borgo Piano delle Fosse, di cui si ha documentazione sin dal 1507, da una bolla di Papa Giulio II. Il 16 novembre 1894, un terremoto colpì la Calabria meridionale e la Sicilia, danneggiando gravemente la vecchia chiesa matrice. A sua volta, l'antica Chiesa Matrice, situata al Piano delle Fosse, subì gravi danni. I governanti dell'epoca, per ragioni economiche, optarono per una ristrutturazione a basso costo. Questo intervento, eseguito in economia, causò un crollo della chiesa durante il terremoto del 7 marzo 1928.
Le operazioni di costruzione della nuova ubicazione ebbero inizio nel 1928 su un vasto terreno donato dalla famiglia Serra di Cardinale. Questa famiglia dimostrò un profondo attaccamento alla fede e alla comunità locale, contribuendone in modo significativo alla realizzazione. Il Duomo fu solennemente consacrato e aperto al culto cinque anni dopo l'inizio della costruzione.
La facciata, caratterizzata da un design sobrio, è adornata con tre portali d'ingresso, al centro dei quali si erge un rosone che raffigura il volto di Cristo circondato dai simboli degli Apostoli evangelisti. L'interno della chiesa presenta una spaziosa navata centrale e due navate laterali più piccole, oltre a tre absidi.

Cartolina di Gioia Tauro ritraente il Duomo di Sant'Ippolito

Fin dal 1937, il Duomo era dotato di un piccolo organo con 700 canne. Nel 1990, ha subito un restauro e una consolle di comando con tastiera e pedaliera collegata alle canne è stata aggiunta vicino al presbiterio. Nel 2004, l'organo è stato potenziato con l'aggiunta di un gruppo di canne e una nuova consolle a due tastiere, grazie all'iniziativa del parroco don Francesco Laruffa e al sostegno dei fedeli. L'organo è stato inaugurato con un concerto tenuto dal M° Vincenzo De Gregorio, direttore del conservatorio San Pietro a Majella di Napoli.
Nel corso degli anni, il Duomo ha necessitato di interventi e lavori di restauro a causa di eventi quali i danni causati dai bombardamenti aerei durante la Seconda Guerra Mondiale, avvenuti nel 1943, e l'opera di restauro conservativo eseguita nel 1957. Tuttavia, uno degli interventi più significativi è stato quello del 1990, promosso dall'arciprete Mons. Francesco Laruffa. In tale occasione, sono stati realizzati restauri innovativi che hanno donato al Sacro Edificio una veste più pregiata e consona alle nuove direttive dell'ultimo Concilio.
Tra le opere eseguite, spicca l'apertura di due bifore con vetri policromi nell'abside centrale, l'intelligente tinteggiatura delle pareti esterne e interne, che ha valorizzato gli elementi architettonici, e l'innovazione del fonte battesimale, circondato da cancelletti che in passato erano utilizzati come balaustre di separazione tra navate e transetto. Inoltre, l'organo del 1937 è stato oggetto di ammodernamento e potenziamento, culminato con l'inaugurazione nel 2004 del nuovo organo, che conta circa 1.500 canne, due manuali e una pedaliera.
Le vetrate policrome presenti nel Duomo, ideate nel 1983 da mons. Laruffa e realizzate dall'artista Giuseppe Niglia, sono opere di notevole bellezza. Il lavoro di Niglia, che ha studiato presso l'Accademia di Belle Arti di Napoli e Roma e ha realizzato opere anche per il Vaticano, ha dato vita a vetri cotti a gran fuoco e saldati a piombo, realizzati con vetri pregiati di alta qualità.
La figura del santo patrono, Sant'Ippolito, è legata alla vicenda del martirio di San Lorenzo. Secondo gli atti di San Lorenzo, Sant'Ippolito era un ufficiale incaricato di sorvegliare Lorenzo durante il periodo in cui quest'ultimo era imprigionato. I due uomini si convertirono al cristianesimo e furono battezzati insieme. Tuttavia, Sant'Ippolito fu martirizzato in seguito, dopo aver assistito al martirio di San Lorenzo. Venne trascinato selvaggiamente da cavalli, dopo essere stato tacciato di avere disonorato la sua divisa.
Il dipinto raffigurante il martirio di Sant'Ippolito, un'opera ad olio su tela, mostra il santo con le mani e i piedi legati a due cavalli, mentre viene frustato da un uomo per costringerlo a correre più velocemente. L'opera è arricchita dalla presenza di angeli in alto che sorreggono una corona di luce. Inizialmente anonimo, il dipinto è stato poi attribuito a Diego Grillo, nipote del più noto pittore Zimmatore, grazie all'analisi dell'architetto Carmelo Raco pubblicata sul Quotidiano del Sud nel 2020.

## Descrizione

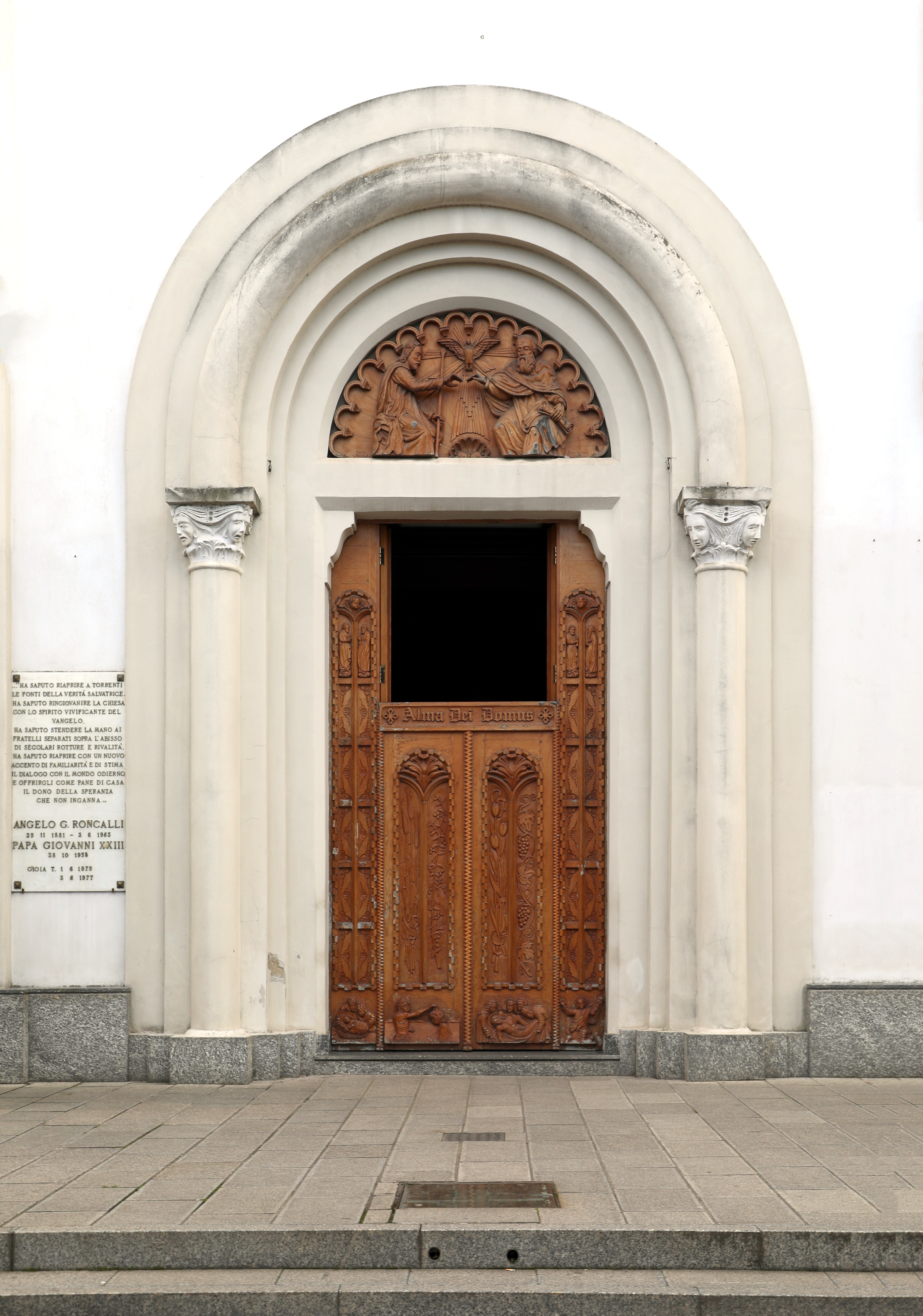
Il portale

### Esterno
La facciata del Duomo di Gioia Tauro si caratterizza per la sua sobria eleganza. Articolata in uno stile architettonico di gusto semplice e dominata da una struttura simmetrica, la facciata presenta tre portali d'accesso che fungono da ingressi principali alla chiesa.
Al centro della facciata è collocato un maestoso rosone che attira immediatamente l'attenzione dei visitatori. Questo rosone, arricchito da dettagli intricati, ospita la raffigurazione del volto di Cristo al centro, circondato dai quattro simboli degli Apostoli evangelisti.
Le dodici vetrate policrome, realizzate con maestria dall'artista Giuseppe Niglia, adornano la facciata e contribuiscono a impreziosire l'aspetto esterno del Duomo. Queste vetrate, con i loro colori vibranti e disegni suggestivi, aggiungono un elemento artistico e spirituale alla chiesa, catturando la luce del sole e creando uno spettacolo cromatico all'interno dell'edificio.

### Interno
Una volta entrati nel Duomo, si viene accolti da un'atmosfera di sacralità e solennità. L'interno è caratterizzato da un'architettura a tre navate: una grande navata centrale e due navate laterali più piccole. Questa disposizione architettonica crea uno spazio ampio e accogliente per i fedeli, permettendo di ospitare un gran numero di persone durante le celebrazioni religiose.

#### Navate
Le navate sono separate da colonne e archi. Lungo le pareti, si trovano cappelle laterali, ognuna dedicata a un santo o a una figura religiosa, contenenti statue, dipinti o altre opere d'arte sacra.

#### Soffitto, pareti e descrizioni generali

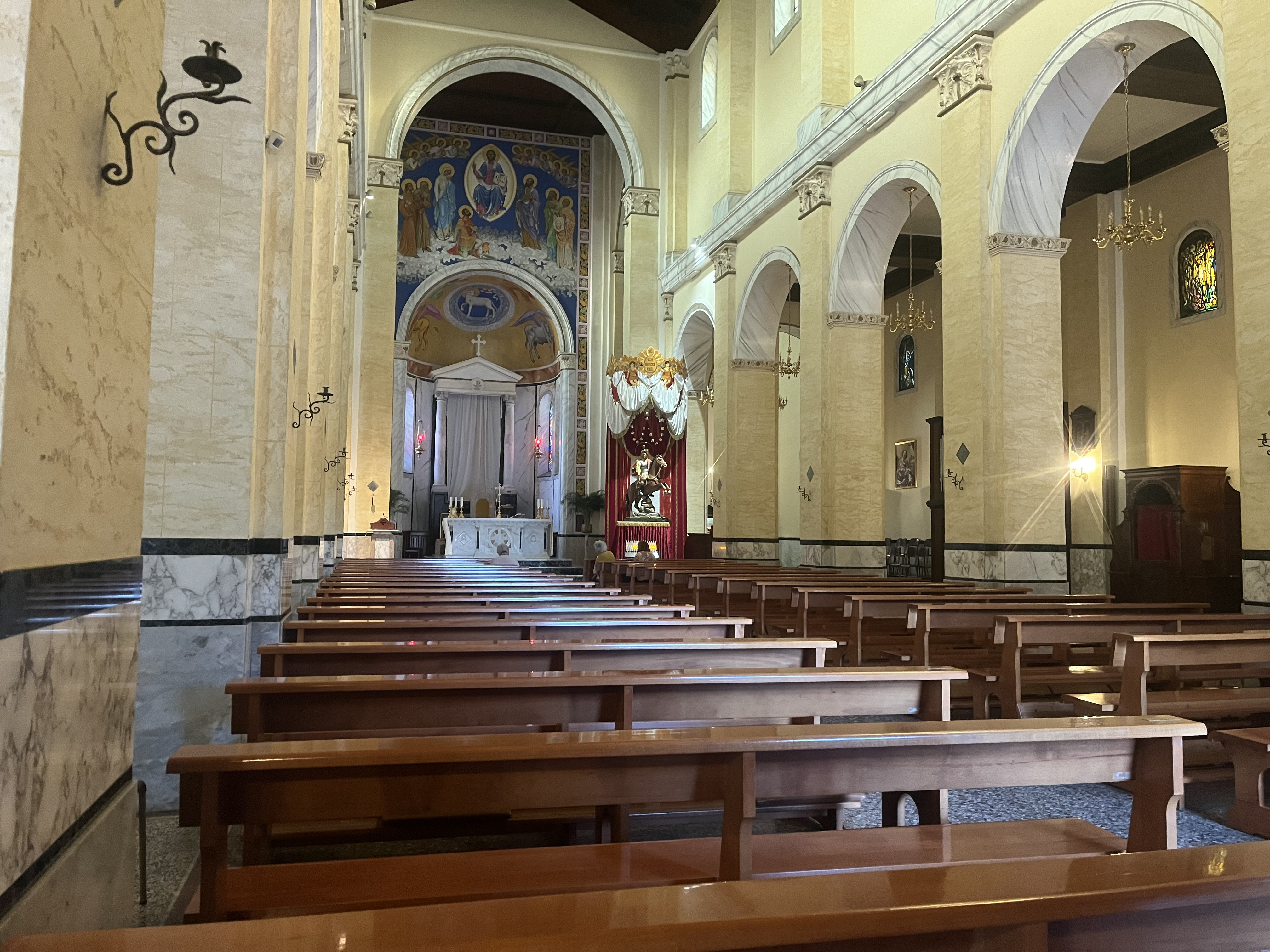
Interno duomo di Gioia Tauro

Sulle pareti dell'interno sono appese tele e affreschi che narrano storie bibliche, eventi della storia della città o scene della vita dei santi, aggiungendo valore storico e artistico alla chiesa.

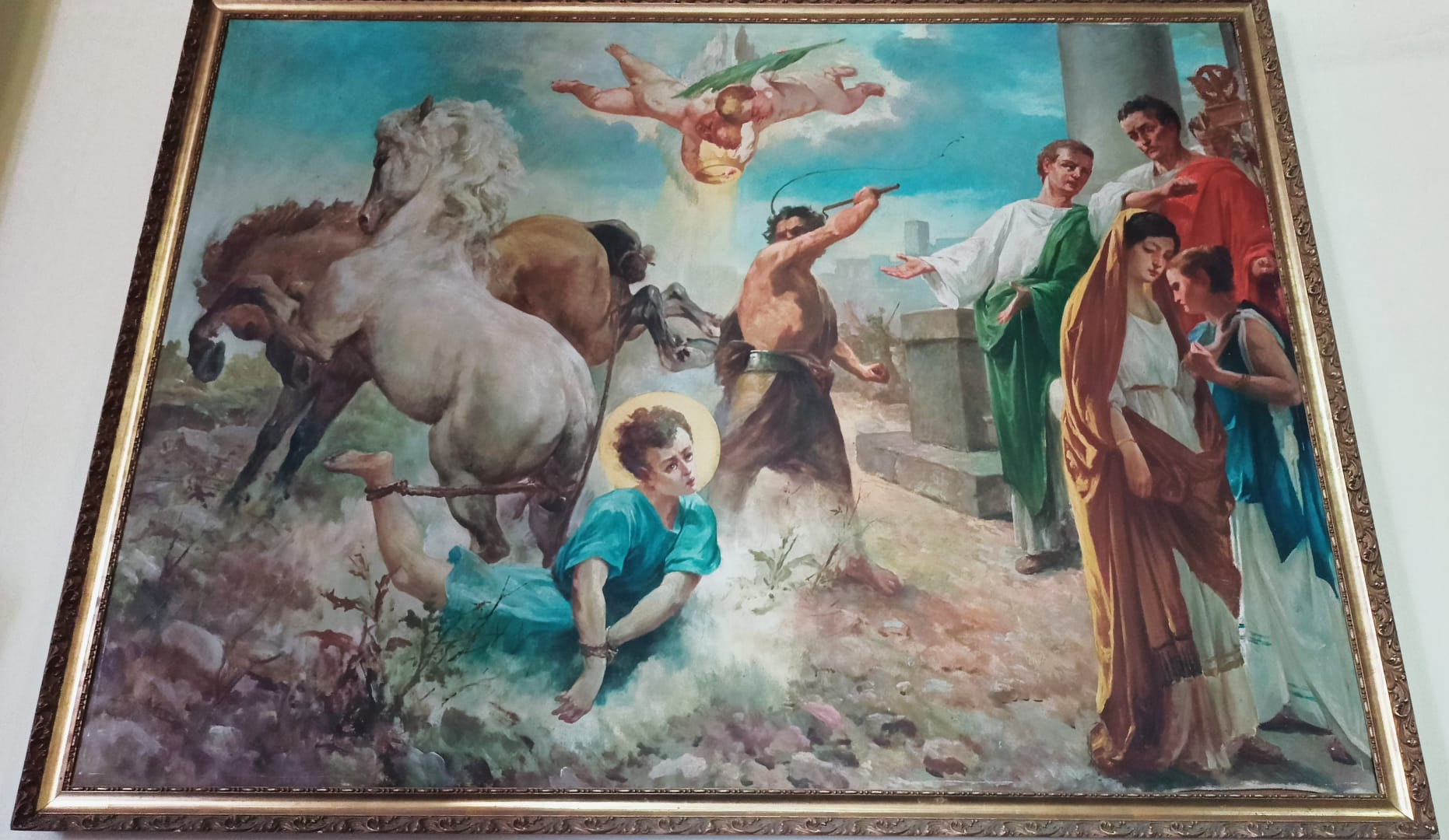
Dipinto raffigurante il martirio di sant'Ippolito

Il soffitto a capriate, tipico delle chiese tradizionali, aggiunge un tocco di maestosità all'interno, creando un senso di verticalità e spaziosità.

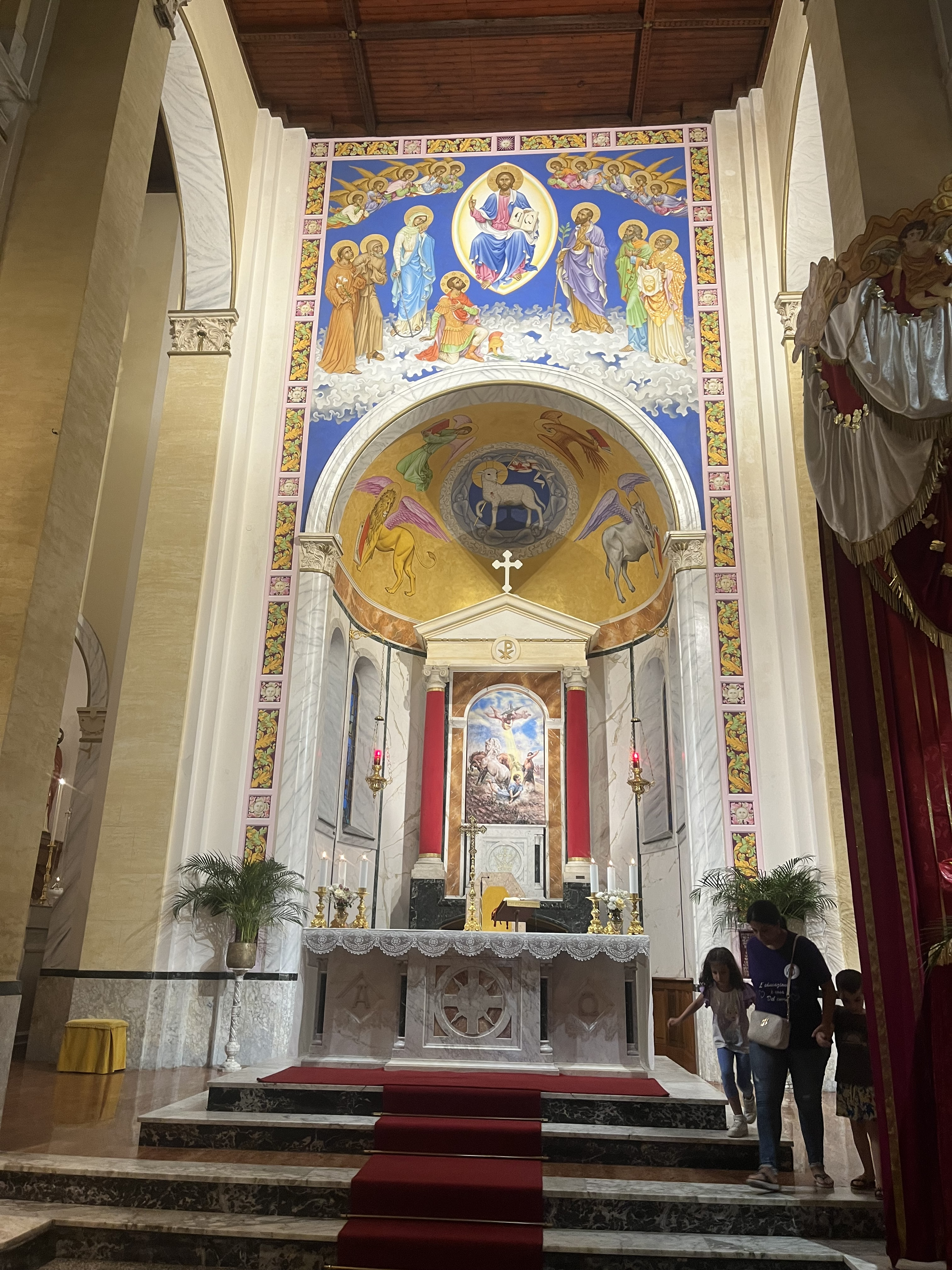
Abside duomo di Gioia Tauro (Rc)

Al centro della navata principale si erge l'altare maggiore, uno dei punti focali dell'interno del Duomo. L'altare è decorato con rilievi e affreschi, aggiungendo un senso di sacralità al punto centrale della chiesa.
La chiesa, inoltre, custodisce un crocifisso ligneo, una statua raffigurante la Madonna del Rosario, la statua di Sant’Andrea, la settecentesca statua di San Giuseppe, la statua di Sant'Anna datata prima metà del XX secolo, una settecentesca statua di San Rocco e la più recente Statua del Santo Patrono Sant’Ippolito martire degli anni Venti del XXI secolo, di pregio le tele della Madonna del Carmine e del martirio di Sant'Ippolito, quest'ultima opera di un anonimo pittore del XIX secolo.

#### Organo a canne
L'organo del Duomo di Gioia Tauro è stato originariamente installato nel 1937 con 700 canne. Nel 1990, un importante restauro voluto da Mons. Francesco Laruffa ha portato all'aggiunta di nuove canne e alla realizzazione di una nuova consolle di comando con due tastiere e pedaliera. Nel 2004, l'organo è stato ulteriormente potenziato con l'inaugurazione di un nuovo organo di circa 1 500 canne, conferendo alla chiesa un suono imponente e maestoso. Questo strumento musicale è un elemento di rilevanza storica e artistica all'interno del Duomo, arricchendo le celebrazioni liturgiche e l'atmosfera spirituale della chiesa.

#### Il beato Pacifico
All'interno della chiesa è custodita una reliquia del Beato Pacifico, martire della fede cristiana. La reliquia consiste in uno scheletro quasi completo, avvolto in seta, accompagnato da un’ampolla contenente sangue coagulato, iscritta con la dicitura Sanguis S. Pacifici. Secondo la tradizione locale, il corpo del Beato Pacifico sarebbe stato scoperto durante gli scavi nelle catacombe romane e successivamente trasferito a Gioia Tauro, forse dagli antenati della famiglia Cardinale. Tuttavia, questa ipotesi non è suffragata da prove documentali.
La prima menzione di una fiera dedicata al Beato risale al 1841, quando Ferdinando di Borbone istituì la Fiera di San Pacifico, celebrata nei giorni della sua festa. Nel 1971, durante una ricognizione ufficiale dell'urna contenente le reliquie, fu ritrovato lo scheletro mancante di alcune parti, tra cui la testa, insieme a pagine di un registro marittimo borbonico del 1821 utilizzate per ricomporre la figura del santo.

## Festività e ricorrenze
- Festa di Sant’Ippolito martire (13 agosto, con processione per le vie cittadine)[20] (preceduta dalla Novena o dalla Tredicina)
- Novena dell’Immacolata Concezione ( 29 novembre - 7 dicembre)
- Processione della Madonna del Rosario ( l'ultima avvenuta nel 2014)
- Via Crucis (detta anche Via Matris) con tutte le parrocchie di Gioia Tauro
- Novena (o Tredicina come è accaduto nell’Anno 2024) di Sant'Antonio di Padova (4 giugno - 12 giugno) oppure (31 maggio - 12 giugno)